# Dave Annable
David Rodman (Dave) Annable (Suffern (New York), 15 september 1979) is een Amerikaanse acteur.
Annable werd geboren in Suffern, maar bracht zijn jeugd door in Walden. Dave speelde basketball, rugby en hockey. In 1997 behaalde hij zijn schooldiploma aan de Valley Central School en begon hij aan zijn opleiding aan de State University of New York at Plattsburgh. Via zijn school kwam hij in contact met televisiezender Plattsburgh State Television, waar hij zowel achter als voor de schermen werkte. Hij presenteerde vele shows zoals Late Night with Dave Annable en The Roommate Game.
In 2003 stopte Annable met zijn opleiding om zich volledig te kunnen richten op het acteren. Na onder andere gastrollen in Reunion (FOX) en Third Watch (NBC) brak hij in 2006 bij het grote publiek door als Justin Walker in het ABC-familiedrama Brothers and Sisters. Annable werkte samen met gevestigde en ervaren acteurs als Sally Field, Calista Flockhart, Matthew Rhys en Rachel Griffiths. Inmiddels (2010) is de serie aan zijn vijfde seizoen bezig. Dave behoort nog steeds tot de vaste cast.
In 2007 bemachtigde Annable de zevende plek in de lijst "Sexiest Living Males" van People Magazine. Na vijf jaar besloot hij zijn studie af te maken en behaalde zijn diploma op 16 mei 2009. Sinds 10 oktober 2010 is Dave getrouwd met actrice Odette Yustman, bekend van o.a. de speelfilm You Again
- Biblioteca Nacional de España: XX4912183
- Bibliothèque nationale de France: cb165369937 (data)
- Gemeinsame Normdatei: 1021253081
- International Standard Name Identifier: 0000 0000 7773 1822
- Virtual International Authority File: 174149066345965600170